# Quarry Falls (North Carolina)
Quarry Falls er et lille vandfald i Macon County i North Carolina. Vandfaldet ligger vest for byen Highlands, lige ved US Highway 64 i Nantahala National Forest. 
Vandfaldet er bedst kendt for det dybe bassin, der findes ved bunden af faldet. Dette bassin anvendes ofte til badning, og den nederste del af faldet som vandrutsjebane, hvilket i folkemunde har givet faldet navnet "Bust-Your-Butt-Falls" (nærmest "Bums-din-numse") eller Sliding Rock Falls.

## Andre vandfald i nærheden
Ikke langt fra dette vandfald finder man yderligere tre kendte vandfald, foruden en række sværere tilgængelige og derfor mindre kendte. De mest kendte er:
- Bridal Veil Falls
- Cullasaja Falls
- Dry Falls

## Eksterne referencer
- Fotos og information Arkiveret 30. juli 2017 hos  Wayback Machine

35°05′33″N 83°16′01″V / 35.0924°N 83.267°V